# Старе Пекельне
Старе́ Пекельне —  село в Україні, у Берестинському районі Харківської області. Населення становить 162 осіб. До 2020 орган місцевого самоврядування— Новомажарівська сільська рада.
Після ліквідації Зачепилівського району 19 липня 2020 року село увійшло до Красноградського (Берестинського) району.

## Географія
Село Старе Пекельне знаходиться на правому березі річки Оріль в місці її перетину з автомобільною дорогою М18 (E105), вище за течією річки примикає село Нове Пекельне, нижче за течією примикає село Зіньківщина, на протилежному березі - місто Перещепине (Дніпропетровська область).

## Історія
- 1775 - дата заснування.

## Населення
Згідно з переписом УРСР 1989 року чисельність наявного населення села становила 162 особи, з яких 56 чоловіків та 106 жінок.
За переписом населення України 2001 року в селі мешкало 156 осіб.

### Мова
Розподіл населення за рідною мовою за даними перепису 2001 року:
| Мова       | Відсоток |
| ---------- | -------- |
| українська | 95,68 %  |
| російська  | 4,32 %   |